# Al-Fateh Saudi Club 2024-2025
Questa voce raccoglie le informazioni riguardanti l'Al-Fateh Saudi Club nelle competizioni ufficiali della stagione 2024-2025.

## Stagione
Come allenatore è stato inizialmente scelto lo svedese Jens Gustafsson; in seguito a scarsi risultati, tuttavia, il 12 dicembre 2024 è arrivato al suo posto il portoghese José Gomes.
La squadra non inizia la stagione nel migliore dei modi: perde infatti 2-0 il 24 settembre 2024, nei sedicesimi di finale di Coppa del Re, contro l'Al-Jabalain, squadra di seconda divisione. 

## Calciomercato

### Sessione estiva
Come acquisti estivi il club ha deciso di ingaggiare principalmente giocatori a parametro zero, come Naif Masoud dall'Al-Qadsiya, Mohammed Al-Kunaydiri dall'Abha e Habib Al-Watyan dall'Al-Hilal. Sono stati invece ceduti Salem Al-Najdi per 4,35 milioni di euro all'Al-Nassr, mentre ha lasciato il club gratuitamente il capocannoniere della passata stagione Cristian Tello, per trasferirsi all'Al-Orobah. Via anche il portiere titolare Jacob Rinne, che dopo due stagioni passa al Djurgården.

### Sessione invernale
In inverno sono stati invece arrivati Zaydou Youssouf per 6 milioni dal Famalicão, Matheus Machado per 2,9 milioni dallo Zulte Waregem e Jorge Fernandes per 500 mila euro dal Vitória Guimarães, mentre Matías Vargas e Hussain Qasim sono stati ingaggiati a parametro zero rispettivamente da Shanghai Haigang e Al-Tai. Si è invece trasferito in prestito, dall'Al-Nassr, il portiere Nawaf Al-Aqidi.

## Rosa
Aggiornata al 5 ottobre 2024.
| N. |                           | Ruolo | Calciatore            |
| -- | ------------------------- | ----- | --------------------- |
| 1  | Ungheria (bandiera)       | P     | Péter Szappanos       |
| 4  | Arabia Saudita (bandiera) | D     | Ziyad Al-Jari         |
| 6  | Arabia Saudita (bandiera) | C     | Nayef Masoud          |
| 7  | Marocco (bandiera)        | C     | Amine Sbaï            |
| 8  | Arabia Saudita (bandiera) | C     | Nooh Al-Mousa         |
| 10 | Armenia (bandiera)        | C     | Lucas Zelarayán       |
| 11 | Marocco (bandiera)        | C     | Mourad Batna          |
| 12 | Arabia Saudita (bandiera) | D     | Mohammed Al-Kunaydiri |
| 14 | Arabia Saudita (bandiera) | C     | Mohammed Al-Fuhaid () |
| 15 | Arabia Saudita (bandiera) | D     | Saeed Baattia         |
| 17 | Marocco (bandiera)        | C     | Marwane Saadane       |
| 18 | Arabia Saudita (bandiera) | C     | Suhayb Al-Zaid        |
| 21 | Capo Verde (bandiera)     | A     | Djaniny               |
| 24 | Arabia Saudita (bandiera) | D     | Amaar Al-Dohaim       |
| 28 | Algeria (bandiera)        | C     | Sofiane Bendebka      |

| N. |                           | Ruolo | Calciatore           |
| -- | ------------------------- | ----- | -------------------- |
| 29 | Arabia Saudita (bandiera) | A     | Ali Al-Masoud        |
| 42 | Arabia Saudita (bandiera) | D     | Ahmed Al-Julaydan    |
| 55 | Arabia Saudita (bandiera) | P     | Waleed Al-Anzi       |
| 63 | Arabia Saudita (bandiera) | D     | Montadhar Al-Shqaq   |
| 64 | Belgio (bandiera)         | D     | Jason Denayer        |
| 70 | Australia (bandiera)      | C     | Jordan Harrison      |
| 75 | Arabia Saudita (bandiera) | C     | Mehdi Al-Aboud       |
| 77 | Arabia Saudita (bandiera) | C     | Ali Al-Jassem        |
| 80 | Arabia Saudita (bandiera) | C     | Faisal Al-Abdulwahed |
| 82 | Arabia Saudita (bandiera) | D     | Hussain Al-Zarie     |
| 88 | Arabia Saudita (bandiera) | C     | Othman Al-Othman     |
| 94 | Arabia Saudita (bandiera) | C     | Abdullah Al-Anazi    |
|    | Arabia Saudita (bandiera) | P     | Habib Al-Watyan      |
|    | Arabia Saudita (bandiera) | C     | Hussain Al Sahaihi   |
|    | Arabia Saudita (bandiera) | A     | Abdulaziz Al Dabas   |

## Statistiche

### Statistiche di squadra
| Competizione     | Punti | In casa | In casa | In casa | In casa | In casa | In casa | In trasferta | In trasferta | In trasferta | In trasferta | In trasferta | In trasferta | Totale | Totale | Totale | Totale | Totale | Totale | DR |
| Competizione     | Punti | G       | V       | N       | P       | Gf      | Gs      | G            | V            | N            | P            | Gf           | Gs           | G      | V      | N      | P      | Gf     | Gs     | DR |
| ---------------- | ----- | ------- | ------- | ------- | ------- | ------- | ------- | ------------ | ------------ | ------------ | ------------ | ------------ | ------------ | ------ | ------ | ------ | ------ | ------ | ------ | -- |
| Saudi Pro League | 0     | 0       | 0       | 0       | 0       | 0       | 0       | 0            | 0            | 0            | 0            | 0            | 0            | 0      | 0      | 0      | 0      | 0      | 0      | 0  |
| Coppa del Re     | -     | 0       | 0       | 0       | 0       | 0       | 0       | 0            | 0            | 0            | 0            | 0            | 0            | 0      | 0      | 0      | 0      | 0      | 0      | 0  |
| Totale           | 0     | 0       | 0       | 0       | 0       | 0       | 0       | 0            | 0            | 0            | 0            | 0            | 0            | 0      | 0      | 0      | 0      | 0      | 0      | 0  |

### Statistiche dei giocatori
Sono in corsivo i calciatori che hanno lasciato la società a stagione in corso.
| Giocatore             | Saudi Pro League | Saudi Pro League | Saudi Pro League | Saudi Pro League | Coppa del Re | Coppa del Re | Coppa del Re | Coppa del Re | Totale   | Totale | Totale      | Totale     |
| Giocatore             | Presenze         | Reti             | Ammonizioni      | Espulsioni       | Presenze     | Reti         | Ammonizioni  | Espulsioni   | Presenze | Reti   | Ammonizioni | Espulsioni |
| --------------------- | ---------------- | ---------------- | ---------------- | ---------------- | ------------ | ------------ | ------------ | ------------ | -------- | ------ | ----------- | ---------- |
| Abdullah Al-Anazi     | 5                | 1                | 0                | 0                | 1            | 0            | 0            | 0            | 6        | 1      | 0           | 0          |
| Waleed Al-Anzi        | 0                | 0                | 0                | 0                | 0            | 0            | 0            | 0            | 0        | 0      | 0           | 0          |
| Mehdi Al-Aboud        | 0                | 0                | 0                | 0                | -            | -            | -            | -            | 0        | 0      | 0           | 0          |
| Faisal Al-Abdulwahed  | 1                | 0                | 0                | 0                | 1            | 0            | 0            | 0            | 2        | 0      | 0           | 0          |
| Amaar Al-Dohaim       | 8                | 0                | 1                | 0                | 1            | 0            | 0            | 0            | 9        | 0      | 1           | 0          |
| Mohammed Al-Fuhaid    | 5                | 0                | 0                | 0                | 0            | 0            | 0            | 0            | 5        | 0      | 0           | 0          |
| Ziyad Al-Jari         | 0                | 0                | 0                | 0                | -            | -            | -            | -            | 0        | 0      | 0           | 0          |
| Ali Al-Jassem         | 1                | 0                | 0                | 0                | -            | -            | -            | -            | 1        | 0      | 0           | 0          |
| Ahmed Al-Julaydan     | 2                | 0                | 0                | 0                | -            | -            | -            | -            | 2        | 0      | 0           | 0          |
| Mohammed Al-Kunaydiri | 7                | 0                | 0                | 0                | 1            | 0            | 0            | 0            | 8        | 0      | 0           | 0          |
| Ali Al-Masoud         | 3                | 0                | 0                | 0                | 1            | 0            | 0            | 0            | 4        | 0      | 0           | 0          |
| Nooh Al-Mousa         | 7                | 0                | 0                | 1                | -            | -            | -            | -            | 7        | 0      | 0           | 1          |
| Othman Al-Othman      | 8                | 0                | 1                | 0                | 1            | 0            | 0            | 0            | 9        | 0      | 1           | 0          |
| Saad Al-Sharfa        | 6                | 0                | 0                | 0                | 1            | 0            | 0            | 0            | 7        | 0      | 0           | 0          |
| Montadhar Al-Shqaq    | 1                | 0                | 0                | 0                | -            | -            | -            | -            | 1        | 0      | 0           | 0          |
| Suhayb Al-Zaid        | 8                | 0                | 1                | 0                | 1            | 0            | 0            | 0            | 9        | 0      | 1           | 0          |
| Hussain Al-Zarie      | 1                | 0                | 0                | 0                | 0            | 0            | 0            | 0            | 1        | 0      | 0           | 0          |
| Saeed Baattia         | 5                | 0                | 1                | 0                | 1            | 0            | 0            | 0            | 6        | 0      | 1           | 0          |
| Mourad Batna          | 3                | 0                | 0                | 0                | -            | -            | -            | -            | 3        | 0      | 0           | 0          |
| Sofiane Bendebka      | 8                | 1                | 2                | 0                | 1            | 0            | 1            | 0            | 9        | 1      | 3           | 0          |
| Jason Denayer         | 8                | 0                | 1                | 0                | 1            | 0            | 0            | 0            | 9        | 0      | 1           | 0          |
| Djaniny               | 7                | 3                | 1                | 0                | 1            | 0            | 0            | 0            | 8        | 3      | 1           | 0          |
| Nayef Masoud          | 4                | 0                | 0                | 0                | 1            | 0            | 0            | 0            | 5        | 0      | 0           | 0          |
| Marwane Saadane       | 9                | 0                | 2                | 0                | 1            | 0            | 0            | 0            | 10       | 0      | 2           | 0          |
| Alfehaid Salah        | 2                | 0                | 0                | 0                | -            | -            | -            | -            | 2        | 0      | 0           | 0          |
| Amine Sbaï            | 7                | 0                | 0                | 0                | 1            | 0            | 0            | 0            | 8        | 0      | 0           | 0          |
| Péter Szappanos       | 9                | -16              | 0                | 0                | 1            | -2           | 0            | 0            | 10       | -18    | 0           | 0          |
| Jorge Tavares         | 2                | 1                | 0                | 0                | -            | -            | -            | -            | 2        | 1      | 0           | 0          |
| Lucas Zelarayán       | 9                | 1                | 1                | 0                | -            | -            | -            | -            | 9        | 1      | 1           | 0          |